# ماهان بهشتی
ماهان بهشتی (زادهٔ ۱۰ اسفند ۱۳۸۷) بازیکن فوتبال اهل ایران است که در پست هافبک برای باشگاه ملوان در لیگ برتر بازی می‌کند.

## دوران باشگاهی
بهشتی اولین بار، در تاریخ ۲۶ اردیبهشت ۱۴۰۴، در برابر باشگاه فوتبال فولاد خوزستان برای ملوان به میدان رفت و نخستین بازی دوران حرفه‌ای خود را انجام داد.